# びざん丸
びざん丸（びざんまる）は、共同汽船が運航していたフェリー。

## 概要
高知重工で建造され、1983年12月に大阪南港と小松島港を結ぶ航路（小松島フェリー）に就航した。従来就航していたあきつ丸（2代）は、うらら丸の代船として徳島阪神フェリーへ転配された。
1985年の大鳴門橋の開通、小松島線の廃止による利用客減少の影響を受け、1988年に引退した。本船の引退後は、うらら丸が1993年の航路廃止まで運航された。
1988年、ギリシャのCretan Ferriesに売却され、ARKADIとなり、1989年にピレウス - レシムノン航路に就航した。
2000年、アネックラインズに移籍した。
2002年、Cretan Ferriesとアネックラインズの合併により、Arab Bridge Maritimeに売却され、PELLAとなり、アカバ - ヌウェイバ航路に就航した。
2011年11月3日、アカバ沖を航行中に火災が発生、7日に沈没した。この事故により1名が死亡した。

## 設計
前船のあきつ丸（2代）よりやや大型化した。
船体はA甲板からD甲板の4層構造で、C甲板及びD甲板の2層すべてを車両甲板として、大幅な車両航送能力の向上が図られた。B甲板前方にエントランスを設け、案内所兼売店とゲームコーナー、一等船室への階段を配し、これより後方を二等船室と船尾側にドライバーズルーム、前方を船員居住区としている。A甲板は船橋の他、エントランス直上に一等船室を設置した。
二層の車両甲板への積載の効率化を図るため、D甲板の船尾ランプは8.0m幅とし、C甲板へは船首尾に設置した可動斜路によって搭載するが、C甲板船首側には岸壁側の可動橋によって直接車両が出入り可能となるよう、本船側に車路と観音開き式の隔壁扉を装備している(共同汽船特許出願中)。

## 船内設備

### 船室
- 一等室 (A甲板) - フットレスト付リクライニングシート 50名
- 二等室 (B甲板) - 和室(カーペット敷) 554名
- ドライバーズルーム (B甲板) - 二段ベッド 72名、和室 24名、浴室
近畿 - 徳島航路では初のドライバーズベッドを設置[4]

### 公室
- 案内所兼売店
- ゲームコーナー
- 公衆電話ボックス
すべてB甲板エントランスに配置
供食設備は売店のほか、自動販売機のみである